# Centrul de studii arabe
Centrul de studii arabe funcționează la Facultatea de Limbi și Literaturi Străine, în cadrul Universității din București.

## Înființare
Centrul de Studii Arabe (CSA) a fost înființat în aprilie 1994 sub conducerea Prof. dr. Nadia Anghelescu. Membrii CSA sunt universitari care predau limba, literatura și cultura arabă.

## Direcții tematice
- Promovarea la nivel universitar și post-universitar a studiilor privind spațiul arabo-islamic în perspectivă multidisciplinară (lingvistică, literatură, filosofie, etnologie, folclor, istorie, sociologie, artă etc.).

- Susținerea proiectelor de cercetare a relațiilor româno-arabe din trecut și sprijinirea dezvoltării acestora în prezent.

- Redactarea și difuzarea unor publicații precum „Alif” (1995), anuarul „Romano-Arabica” (Serie Nouă -2001, Editor: N. Anghelescu, Co-editor: G. Grigore).

## Colocvii, conferințe
Centrul de Studii Arabe a organizat trei conferințe internaționale dedicate lingvisticii arabe, în 1994, 2003 și 2007 și mai multe colocvii naționale.